# Czarnolesie (Lubusz)
Pour les articles homonymes, voir Czarnolesie.
Czarnolesie (prononciation : [t͡ʂarnɔˈlɛɕɛ]) est un village polonais de la gmina de Dobiegniew dans le powiat de Strzelce-Drezdenko de la voïvodie de Lubusz dans l'ouest de la Pologne.
Il se situe à environ 14 km à l'est de Dobiegniew (siège de la gmina), 31 km à l'est de Strzelce Krajeńskie (siège du powiat) et 55 km au nord-est de Gorzów Wielkopolski (capitale de la voïvodie).

## Histoire
Au cours du deuxième partage de la Pologne en 1793, le village est annexé par le Royaume de Prusse sous le nom de Kesselgrund. (voir Évolution territoriale de la Pologne)
Après la Seconde Guerre mondiale, avec la mise en œuvre de la ligne Oder-Neisse, le village retourne à la République populaire de Pologne. La population d'origine allemande est expulsée et remplacée par des polonais.
De 1975 à 1998, le village appartenait administrativement à la voïvodie de Gorzów.

Depuis 1999, il appartient administrativement à la voïvodie de Lubusz